# 포천 화현리 분청사기 요지
화현 분청사기 요지는 대한민국 경기도 포천시 화현면 화현리 산190에 있다. 2012년 9월 10일 포천시의 향토유적 제52호로 지정되었다.

## 개요
조선전기 분청사기 가마터이다.